# Municipio de Butterfield (Míchigan)
El municipio de Butterfield (en inglés: Butterfield Township) es un municipio ubicado en el condado de Missaukee en el estado estadounidense de Míchigan. En el año 2010 tenía una población de 489 habitantes y una densidad poblacional de 5,24 personas por km².

## Geografía
El municipio de Butterfield se encuentra ubicado en las coordenadas 44°18′14″N 84°55′14″O / 44.30389, -84.92056. Según la Oficina del Censo de los Estados Unidos, el municipio tiene una superficie total de 93.28 km², de la cual 91,67 km² corresponden a tierra firme y (1,72 %) 1,6 km² es agua.

## Demografía
Según el censo de 2010, había 489 personas residiendo en el municipio de Butterfield. La densidad de población era de 5,24 hab./km². De los 489 habitantes, el municipio de Butterfield estaba compuesto por el 98,36 % blancos, el 0,41 % eran afroamericanos, el 0,61 % eran amerindios, el 0,2 % eran asiáticos y el 0,41 % eran de una mezcla de razas. Del total de la población el 0,82 % eran hispanos o latinos de cualquier raza.